# Ђирона
Ђирона (кат. Girona) или на шпанском, Херона (шп. Gerona), је град који се налази у шпанској аутономној заједници Каталонија, и главни град истоимене покрајине Ђирона. Кроз Ђирону пролазе четири реке — Тер, Гвељ, Галигантс и Оњар. Ђирона се налази на 75 m надморске висине.
Овде се налази ФК Ђирона.

## Становништво
Према процени, у граду је 2014. живело 97.227 становника.

| 1989.  | 2002.  | 2011.  |
| ------ | ------ | ------ |
| 68.656 | 74.879 | 96.772 |

## Партнерски градови
- Алби
- Ређо Емилија
- Вејкфилд
- Bluefields
- Farsia
- Нуева Херона

## Саобраћај
У непосредној близини града (8 километара јужно) налази се Аеродром Ђирона.

### Институције
- Општина Ђирона
- Трговачка комора Ђирона
- Универзитет у Ђирони
- Удружење сеоског туризма, Ђирона
- Сеоске куће, Ђирона

#### Музеји
- Музеј историје града
- Археолошки музеј.
- Музеј уметности
- Ризница катедрале у Ђирони
- Музеј филма

#### Фестивали
- Сезонски фестивал
- Филмски фестивал у Ђирони

#### Туристичка информација
- Туристички портал, Ђирона
- Туристичке информације
- План града, Ђирона.